# Strawberry Hardcore

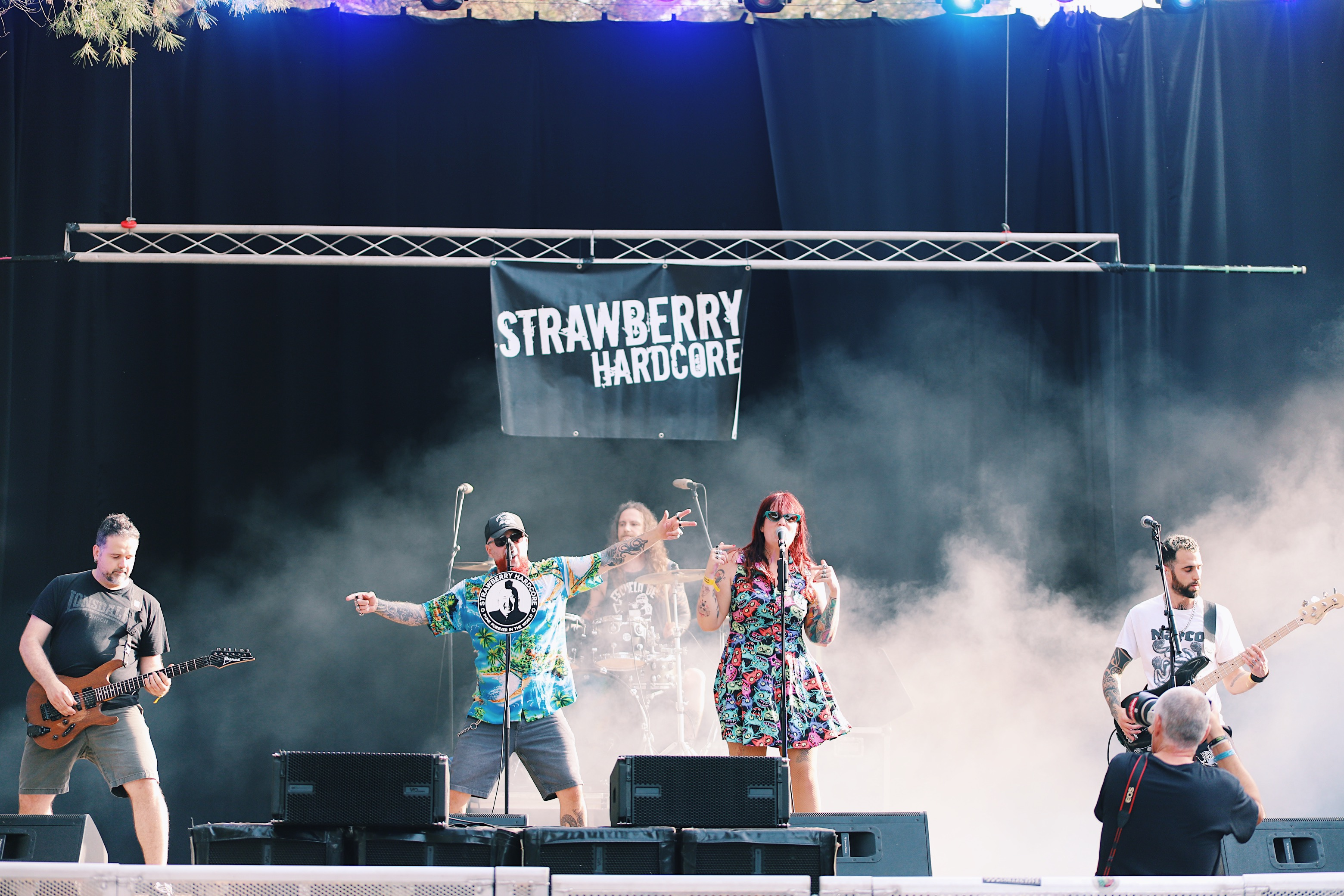

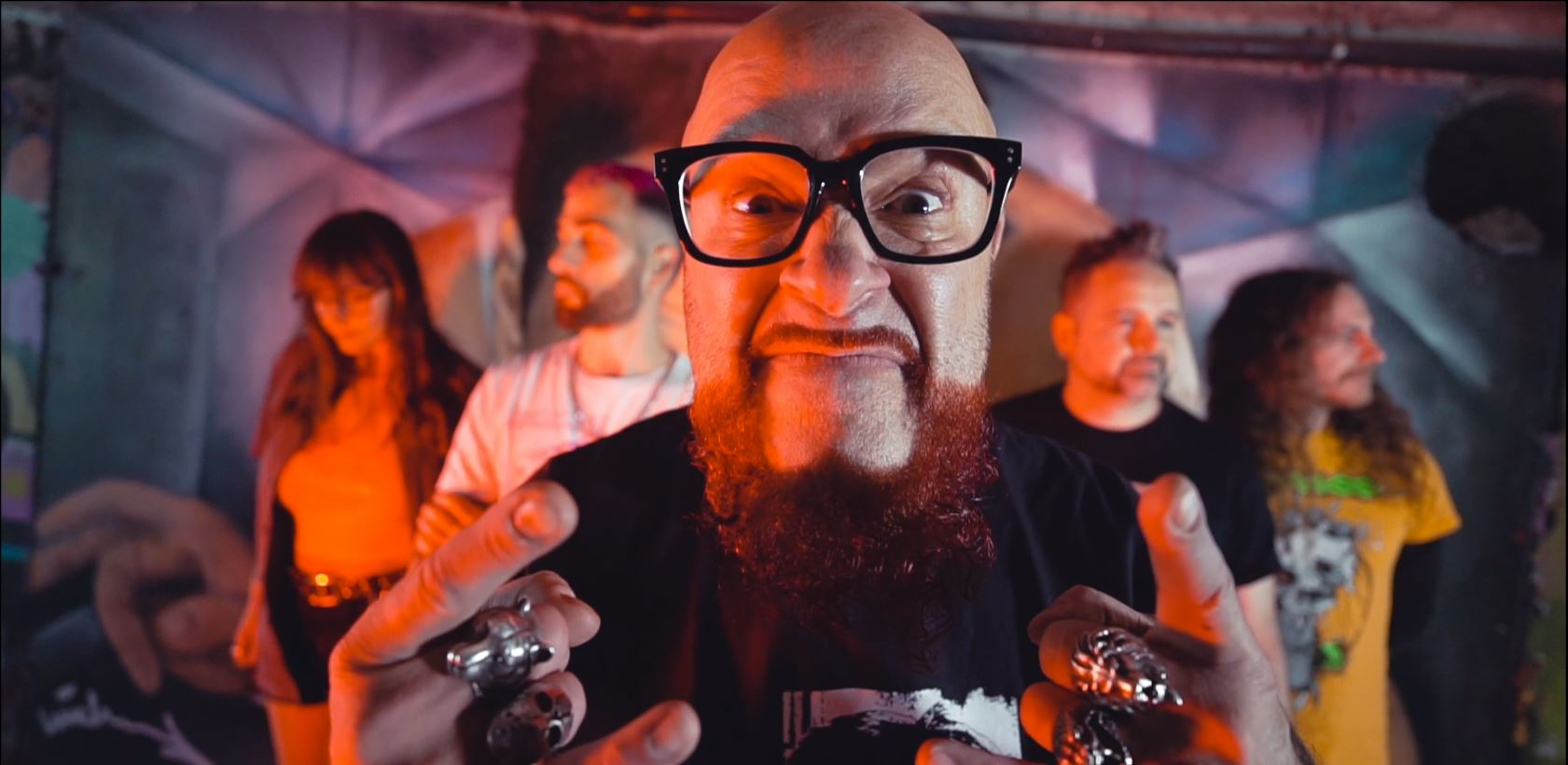

El grupo se formó en 2001, tras la disolución de Def Con Dos, por algunos de sus miembros (César Strawberry, Kiki Tornado, Emilio Guill y Manolo Tejeringo)
Su primer disco tuvo buena aceptación, sobre todo por los seguidores de Def Con Dos, que de alguna manera lo veían como una "continuación" a DCD.
Tras publicar en 2001 su primer disco, "Strawberry H/C" han dado conciertos de forma esporádica, llegando a telonear a grupos como Bad Religion. En este primer sencillo se encuentra la más famosas de las canciones de este grupo; "Perdido en Silent Hill" que hace referencia a la saga de juegos de terror para Playstation y PC, y también película, Silent Hill.
Tras el retorno de DCD en 2004, decidieron seguir en activo. 
Aunque no fue hasta 2007 cuando sacaron su segundo y último disco hasta el momento "Todos vamos a morir" que ofrece un sonido más orientado al Punk-Rock que al Hardcore del primero.
En 2018 Manuel Tejeringo regresa a la formación, y anuncian que volverán al estudio a grabar nuevas canciones, que según César Strawberry saldrían durante el año 2019. Finalmente, soló presentan el sencillo "Mucho Cuidado Con Estos". Su líder César Strawberry continuó trabajando centrado en su proyecto Def Con Dos.
En 2024 han vuelto a los escenarios con nueva formación. Continúa César Strawberry, al que se le une Samuel Barranco al bajo, Arce a la batería, Alex Ménez a la guitarra y Mara Gilbert como segunda voz y coros.
En junio de 2025, han publicado "Punk Forever in the World", el primer sencillo de lo que será su próximo álbum, aunque este tema ya había sido publicado en Youtube en 2019, interpretado por la formación anterior. El nuevo videoclip fue publicado el 1 de julio de 2025 y puede verse en Youtube.

## Formación
- César Strawberry, vocalista.
- Alex Ménez, guitarrista.
- Samuel Barranco, bajista.
- Arce, batería.
- Mara Gilbert, segunda voz y coros.

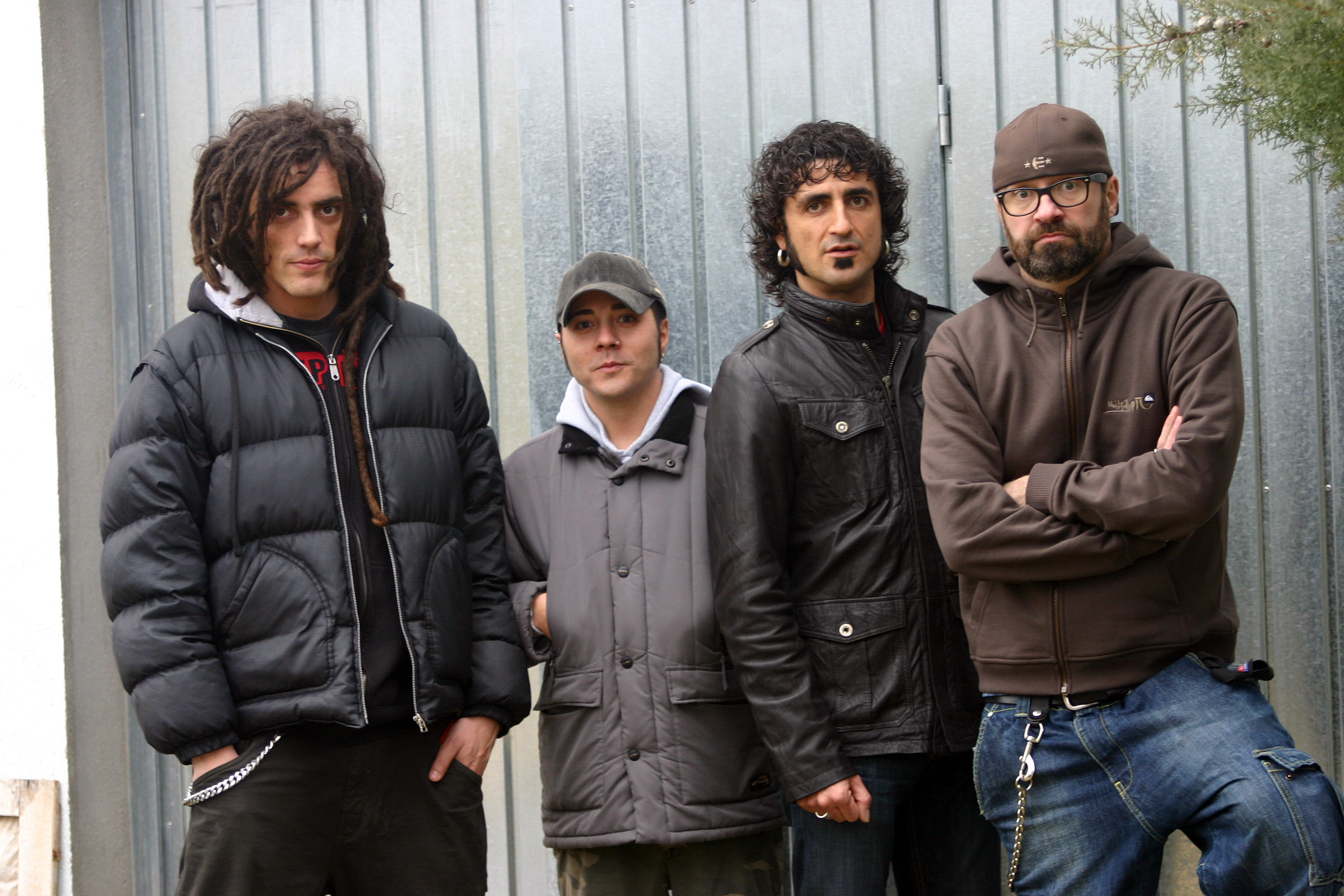

## Antiguos miembros
- Emilio Guill, bajo.
- David Obelleiro, guitarrista.
- Joseba, bajista.
- Kiki Tornado, batería.
- Manuel Tejeringo, guitarrista.

## Discografía
- Lo que me da la gana (2001, CD Máxi).
- STRAWBERRY h/c (2001).
- Todos vamos a morir (2007).
- Mucho cuidado con estos (2019, EP).
- Punk Forever in the World (2025, single)